# Vienna (Illinois)
Vienna ist eine Kleinstadt (mit dem Status „City“) und Verwaltungssitz des Johnson County im Süden des US-amerikanischen Bundesstaates Illinois. Das U.S. Census Bureau hat bei der Volkszählung 2020 eine Einwohnerzahl von 1.343 ermittelt.

## Geografie
Vienna liegt auf 37°24′55″ nördlicher Breite und 88°53′52″ westlicher Länge und erstreckt sich über 6 km². Der Ort liegt  26 km nördlich des Ohio River, der die Grenze zu Kentucky bildet. Der Mississippi, der Illinois von Missouri trennt, befindet sich 51 km westlich. Die Grenze zu Indiana liegt 116 km nordöstlich.
Benachbarte Orte von Vienna sind West Vienna (6,6 km westnordwestlich), Buncombe (12,1 km nordwestlich), Bloomfield (5,6 km nordöstlich), Wartrace (11,2 km östlich), Belknap (15,1 km südwestlich) und Cypress (14,9 km westsüdwestlich).
Die nächstgelegenen größeren Städte sind St. Louis in Missouri (218 km nordwestlich), Louisville in Kentucky (352 km ostnordöstlich), Tennessees Hauptstadt Nashville (271 km südöstlich) und Tennessees größte Stadt Memphis (328 km südsüdwestlich).

## Verkehr
Am östlichen Stadtrand verläuft die Interstate 24, die die Verbindung von St. Louis nach Nashville herstellt. Im Zentrum von Vienna kreuzt der U.S. Highway 45 die Illinois State Route 146. Alle weiteren Straßen sind untergeordnete Fahrwege oder innerörtliche Verbindungsstraßen.
Mit dem Metropolis Municipal Airport befindet sich ein kleiner Flugplatz 31,9 km südöstlich von Vienna. Die nächstgelegenen größeren Flughäfen sind der Lambert-Saint Louis International Airport (243 km nordwestlich), der Nashville International Airport (280 km südöstlich) und der Memphis International Airport (339 km südsüdwestlich).

## Demografische Daten
Nach der Volkszählung im Jahr 2010 lebten in Vienna 1434 Menschen in 656 Haushalten. Die Bevölkerungsdichte betrug 239 Einwohner pro Quadratkilometer. In den 656 Haushalten lebten statistisch je 2,11 Personen.
Ethnisch betrachtet setzte sich die Bevölkerung zusammen aus 95,2 Prozent Weißen, 1,1 Prozent Afroamerikanern, 0,1 Prozent (zwei Personen) amerikanischen Ureinwohnern, 0,3 Prozent Asiaten sowie 1,3 Prozent aus anderen ethnischen Gruppen; 1,9 Prozent stammten von zwei oder mehr Ethnien ab. Unabhängig von der ethnischen Zugehörigkeit waren 3,8 Prozent der Bevölkerung spanischer oder lateinamerikanischer Abstammung.
23,0 Prozent der Bevölkerung waren unter 18 Jahre alt, 51,8 Prozent waren zwischen 18 und 64 und 25,2 Prozent waren 65 Jahre oder älter. 56,8 Prozent der Bevölkerung war weiblich.
Das mittlere jährliche Einkommen eines Haushalts lag bei 24.118 USD. Das Pro-Kopf-Einkommen betrug 15.887 USD. 32,3 Prozent der Einwohner lebten unterhalb der Armutsgrenze.